# IC 2267
IC 2267 ist eine Balken-Spiralgalaxie vom Hubble-Typ SBc im Sternbild Krebs auf der Ekliptik. Sie ist schätzungsweise 90 Millionen Lichtjahre von der Milchstraße entfernt und hat einen Durchmesser von etwa 60.000 Lichtjahren.
Im selben Himmelsareal befinden sich u. a. die Galaxien IC 501, IC 2268, IC 2271, IC 2282.
Das Objekt wurde am 9. Januar 1901 von Max Wolf entdeckt.